# Absint (maleri)
 For alternative betydninger, se Absint (flertydig). (Se også artikler, som begynder med Absint)
Absint (fransk L'Absinthe eller Dans un café) er et maleri af Edgar Degas. Maleriet er et af Degas' mest kendte værker og indgår i den permanente udstilling på kunstmuseet Musée d'Orsay i Paris.

## Beskrivelse
Maleriet er malet af Edgar Degas i 1875-76 og forestiller en mand og en kvinde. De ses på afstand med kvinden i centrum og manden til højre. Han har hat på og kigger ud af billedets højre side. Kvinden er nydeligt klædt og med hat og stirrer tomt ned for sig. Et glas med en grøn absint står foran hende. Maleriet kan fortolkes som en kommentar til den på daværende tidspunkt stigende sociale isolation i Paris.
Model for kvinden er skuespillerinden Ellen Andrée. Maleren og bohemen Marcellin Desboutin var model for manden. Scenen er den berømte Nouvelle Athènes på Place Pigalle i Paris. Café de la Nouvelle Athènes var mødested for moderne kunstnere og intellektuelle bohemer.

## Modtagelse
Ved den første udstilling i 1876 blev billedet kritiseret kraftigt af kritikerne, der kaldte det "grimt" og "rædselsfuldt". Det blev sat i depot til 1892, hvor det blev buhet ud.
Maleriet blev udstillet i England i 1893 nu under titlen L'Absinthe, hvor billedet igen skabte kontroverser. De victorianske kritikere anså personerne som degenererede og ukultiverede. Mange så maleriet som et angreb på den offentlige moral. Det gav sir William Blake Richmond og Walter Crane udtryk for ved udstillingen i London. Reaktionen var udtryk for den dybe mistænksomhed som det victorianske England havde haft mod fransk kunst siden Barbizon-skolen og et udtryk for ønsket om, at kunsten burde levere et moralsk rygstød. Flere engelske kritikere tolkede billedet som en advarsel mod franskmænd i almindelighed og absint i særdeleshed. Forfatteren George Moore udtalte om kvinden på billedet "Hvilken tøjte!" ("Heavens! ... What a slut!") og tilføjede "det er en ubehagelig fortælling, men lærerig". I det senere værk Modern Painting beklagede Moore imidlertid at have sat billedet i en moralsk kontekst og anførte: "billedet er blot et stykke kunst, og det har intet at gøre med drukkenskab eller sociologi".
De stærke negative reaktioner i England, hvor der i billedet blev tillagt en moralsk fordømmelse af personerne og den sociale situation, synes at ligge langt fra Degas' tanker med billedet.

## Eksterne links
- Green Fairy: The symbol of liberté — En analyse af L'Absinthe og maleriets modtagelse i England. (engelsk)
- Musée d'Orsay om maleriet Arkiveret 13. december 2013 hos  Wayback Machine (engelsk)
- Degas: The Artist's Mind, Udstillingskatalog fra Metropolitan Museum of Art indeholdende materiale om L'Absinthe
- Om L'absinthe på ibiblio.org